# Операция «Матадор» (1941)
Операция «Матадор» — неосуществлённый план Британского командования Малайи по противодействию возможному японскому морскому десанту в Малайе.

## Разработка плана

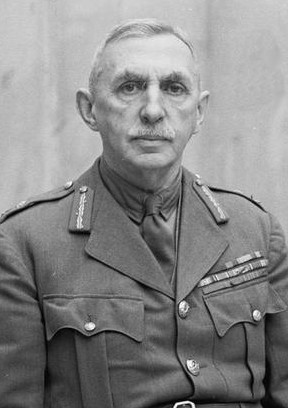
Генерал-майор Ульям Добби

В 1937 году генерал-майор Уильям Добби, руководитель Малайского командования (1935—1939), изучив оборону Малайи пришёл к выводу, что в сезон муссонов с октября по март высадка вражеских морских десантов может быть осуществлена на восточном побережье, а базы противника могут быть развёрнуты в Сиаме (Таиланд). Он предсказал, что противник произведёт десантные операции в Сонгкхла и Паттани в Сиаме и у Кота-Бару в Малайе. Добби рекомендовал немедленно отправить в Малайю большое подкрепление — по его мнению, для уверенной обороны Сингапура необходимо 17 пехотных батальонов и два танковых полка. Прогнозы командующего оказались правильными, но рекомендации его были проигнорированы.
В августе 1941 года главнокомандующий Британским командованием на Дальнем Востоке маршал авиации Роберт Брук-Пофэм направил в Лондон для утверждения план под кодовым названием «Матадор». План основывался на предположении, что японцы высадятся на восточном побережье Сиама в Сонгкхле и Паттани, а затем продвинутся на юг к Джитре и Крох. В ответ, английским войскам предстояло форсированным маршем перейти границу с Таиландом, блокировать японский десант и сбросить его в море. Основная роль в обороне Сингапура отводилась флоту, однако реальных оперативных планов сотрудничества армии и флота выработано не было, координация действий зависела от личной договорённости командующих.
Выполнение плана столкнулось с рядом проблем. В январе 1941 года просьба о предоставлении дополнительных сил осталась невыполненной, а за год до этого посол Великобритании в Сиаме сэр Джосия Косби подписал пакт о ненападении с премьер-министром Сиама Пибун Сонгкрамом.

## Попытка реализации
25 ноября 1941 года Комитет начальников штабов Великобритании сообщил в Сингапур, что операцию «Матадор» нельзя начинать без соответствующих действий Японии, однако подготовка к ней должна проводиться. Штабы заявили губернатору Сингапура Томасу Шэнтону, что гарантируют отправку ему приказа о начале этой операции не позже чем через 36 часов после начала японского вторжения.
28 ноября комитет направил в Сингапур очередное послание, смысл которого сводился к следующему: будьте готовы ко всему, но ждите. И только 5 декабря, когда японские транспортные суда уже были в пути, Лондон сообщил, что операцию «Матадор» можно будет начать, если японские войска нарушат территориальную целостность Таиланда.
5 декабря 1941 года, когда угроза японского вторжения стала очевидной, план был изменён для использования имеющихся сил. Проведение операции было возложено на 11-ю Индийскую пехотную дивизию генерал-майора Мюррея-Лайона, которой также пришлось защищать Джитру. Дивизия в результате оказалась перегружена, что затрудняло выполнение поставленных перед ней задач.
Главным стратегическим решением, которое необходимо было принять, следует ли нанести упреждающий удар по Сиаму до высадки японских сил. 6 декабря в 200 милях от Кота-Бару самолётом-разведчиком был обнаружен японский конвой, в составе которого насчитывалось 25 транспортных кораблей. В тот же вечер на встрече с Шэнтоном и Брук-Пофэмом главнокомандующий силами в Малайе генерал-лейтенант Артур Персиваль заявил, чтобы в нанесение упреждающего удара нет нужды.
Вечером 7 декабря в Сингапур поступило сообщение, что один из конвоев замечен вновь и что он движется на юг. Решено было, что это ошибка, и приказа о начале операции «Матадор» снова не отдали.
Уже в ночь на 8 декабря в районе Кота-Бару высадился первый японский десант. На рассвете японская авиация, с баз в Индокитае, совершила налеты на британские аэродромы в Малайе и Сингапуре. Одновременно главные силы десанта высадились в Южном Таиланде, в районе Сонгкхла и Паттани, куда сразу же перебазировалась японская авиация. В этот же день японские войска вторглись в Таиланд из Индокитая.
После получения сведений об успешной высадке японцев в Кота-Бару, операция «Матадор» была отменена, так как для развертывания войск и наступления на Соггкхла времени не оставалось. Предпринятая в тот же день операция «Крохол», которая должна была остановить продвижение японского десанта путём уничтожения дороги Крох-Паттани, сорвалась из-за оказанного таиландцами сопротивления.

## Оценка
План «Матадор» исходил из несомненно правильной предпосылки, что японцы попытаются вторгнуться в Малайю сухопутным путем и отсюда двинутся дальше на Сингапур. Кроме того, ещё генерал Добби правильно обратил внимание на то, что противник вероятнее всего высадится в районе Сонгкхла и Паттани, ввиду их расположения на главных путях вторжения в Малайю. Несмотря на то, что британская разведка не располагала планами японцев, разработчики плана сумели точно предугадать, что именно предпримет потенциальный агрессор. Исходя из вышеизложенного, план «Матадор» был в своих основных предположениях редким примером логического мышления и правильного понимания стратегических и тактических целей противника.
Одновременно с этим, английское командование допустило ошибку, недооценив потенциального противника. В связи с этим, выделенные для участия в операции силы были явно малочисленны для того, чтобы сбросить японский десант в море. Кроме того, план предполагал выдвижение боевых групп англичан в Таиланд только после начала боевых действий и создания японцами плацдармов.